# White City (metropolitana di Londra)
White City è una stazione della linea Central della metropolitana di Londra.
La stazione, che è la prima in superficie nel tratto occidentale della ferrovia, non va confusa con la stazione di Wood Lane sulla linea Hammersmith & City situata a breve distanza, che fu rinominata White City dal 1947 fino alla sua chiusura, avvenuta nel 1959.

## Storia
La stazione fu aperta il 23 novembre 1947 per sostituire la stazione di Wood Lane, chiusa definitivamente il giorno precedente. La sua costruzione era iniziata nel 1938 e avrebbe dovuto essere completata nel 1940, ma lo scoppio della guerra ne ritardò l'apertura.
Durante il Festival of Britain del 1951, la stazione vinse un premio proposto dal Council of Architecture per edifici che apportassero un contributo al miglioramento del paesaggio urbano o rurale. Una placca commemorativa di questo riconoscimento si trova sul muro esterno della stazione a sinistra dell'ingresso principale.

## Strutture e impianti
Una caratteristica interessante della stazione è che la linea corre sulla mano destra anziché sulla convenzionale (per la maggior parte delle linee ferroviarie nel mondo e sul resto della rete della metropolitana) mano sinistra. Questa sistemazione è una conseguenza storica dell'inversione dei binari nei tunnel costruiti per la stazione abbandonata di Wood Lane quando fu aperta nel 1908 come terminal della Central London Railway (l'odierna Central Line). I due binari ritornano al normale allineamento per mezzo di un sovrappassaggio in superficie situato all'incirca a metà fra White City e la stazione di East Acton.

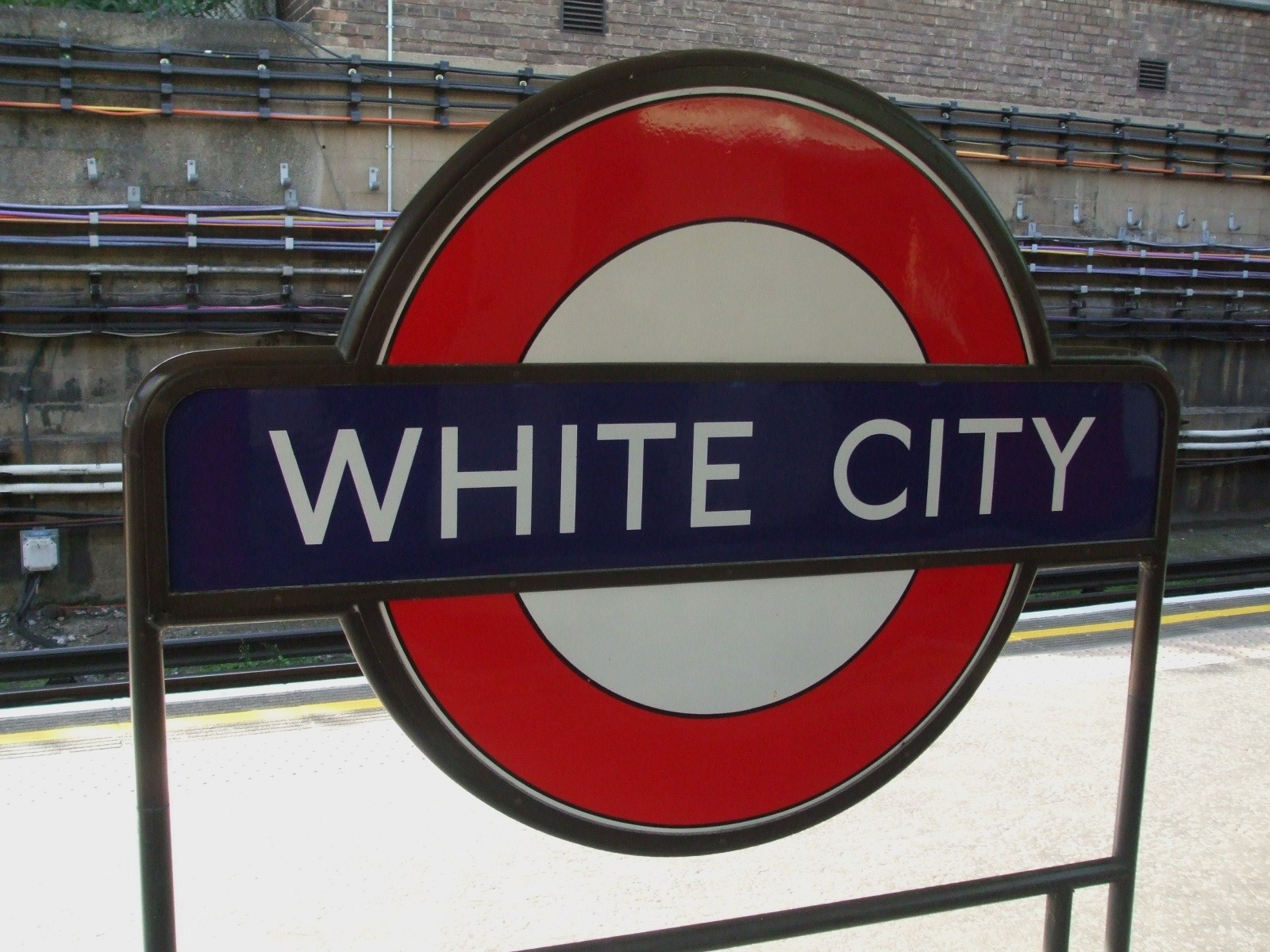
Roundel sulla piattaforma della stazione di White City.

La stazione ha tre binari. Il binario centrale ha piattaforme su entrambi i lati, potendo quindi operare con treni che corrono in entrambe le direzioni. Un binario di scambio fra le linee poco a nord della stazione permette ai treni provenienti dal centro di Londra di fare inversione e ritornare in direzione est. I treni fuori servizio diretti al deposito sotterraneo di White City poco a sud della stazione utilizzano un analogo binario posto tra i due binari principali.
La stazione ha ricevuto un certificato di merito nell'edizione 2009 dei National Railway Heritage Awards per la ristrutturazione, avvenuta nel 2008, che ha preservato le caratteristiche storiche e architettoniche dell'edificio.
White City si trova nella Travelcard Zone 2.

## Interscambi
La stazione di Wood Lane si trova poco distante, permettendo l'intercambio con la linea Circle e la linea Hammersmith & City.
Nelle vicinante della stazione effettuano fermata numerose linee automobilistiche di superficie urbane, gestite da London Buses.
- (Wood Lane - linee Circle e Hammersmith & City);
- Fermata autobus

White City si trova nei pressi del centro commerciale Westfield, del centro di produzione radiotelevisiva della BBC e dello stadio di Loftus Road, sede della squadra di calcio dei Queens Park Rangers.